# Milorad Ajnšpiler
Milorad Ajnšpiler (tudi Einspiller), slovenski generalmajor, * 18. januar 1923, Podtabor, Dobrepolje.

## Življenje in delo
Član SKOJa je postal 1939 in Komunistične partije 1942.  Narodnoosvobodilnemu boju se je pridružil 1941. V partizanih je bil med drugim politični komisar čete in bataljona. V vojski je ostal tudi po osvoboditvi. V Beogradu je 1962 končal Višjo vojaško akademijo JLA. Opravljal je različne dolžnost in bil med drugim pomočnik načelnika uprave Generalštaba  JLA. Je nosilec partizanske spomenice 1941. 